# Almabiston brunnea
Almabiston brunnea är en fjärilsart som beskrevs av Alexander Michailovitsch Djakonov 1952. Almabiston brunnea ingår i släktet Almabiston och familjen mätare. Inga underarter finns listade i Catalogue of Life.